# Carlo Vichi
Carlo Vichi (Montieri, 5 febbraio 1923 – Milano, 20 settembre 2021) è stato un imprenditore e dirigente d'azienda italiano, fondatore dell'industria di televisori Mivar.

## Biografia
Nato nel 1923 a Montieri, in provincia di Grosseto, nel 1930 si stabilisce al seguito della famiglia a Milano, dove il padre fa il lavoro di metronotte. Cresciuto nel quartiere milanese di Lambrate, dal 1937 al 1941 frequenta le scuole serali, dove consegue il diploma in elettrotecnica. In seguito lavora come operaio in una ditta produttrice di chiodi, poi come tecnico prima presso la CGE e poi alle dipendenze della Minerva; in seguito svolge il servizio militare ed infine ottiene un'occupazione presso la IMR di Germignaga.
Nel 1945, all'età di 22 anni, si mette in proprio e fonda la Vichi Apparecchi Radio (VAR), specializzata nella costruzione artigianale di radio a valvole come terzista per conto di altre società del settore, in un laboratorio nel quartiere Calvairate, nonché della riparazione dei medesimi apparecchi. La sua impresa, che poco tempo dopo si specializza nella costruzione diretta dei componenti per assemblare le radio, tra la seconda metà degli anni cinquanta e gli anni sessanta si espande, iniziando anche a produrre televisori, apparecchi ormai sempre più diffusi, e provvede ad ampliare le strutture produttive con i finanziamenti concessi da una ristretta cerchia di amici e parenti. Divenuta Mivar (Milano Vichi Apparecchi Radiofonici), nel 1968 la società trasferisce l'intera attività in uno stabilimento inaugurato ad Abbiategrasso, che impiega quasi 800 dipendenti. Il periodo di maggior successo dell'azienda è il decennio ottanta-novanta, quando Mivar, una volta concentrata la produzione esclusivamente sui televisori, diventa leader nazionale in tale settore, arrivando a vendere, nel 1993, 600.000 apparecchi in un anno.
Dell'azienda da lui fondata, Vichi era proprietario con il 90% delle quote e amministratore unico. Dopo il 2000, principalmente a causa della delocalizzazione produttiva in Europa orientale e Cina operata dalla maggior parte delle aziende di elettronica di consumo e della progressiva sostituzione nei televisori della tecnologia a tubo catodico con quella a cristalli liquidi, la Mivar, rimasta l'unico produttore europeo nel suo campo, entra in crisi, perdendo le quote di mercato in favore della concorrenza, motivo per cui riduce drasticamente il numero di dipendenti e, pur arrivando a commercializzare alcuni modelli di TV LCD, anche con tecnologia LED, e di Smart TV, nel 2013 cessa le attività nel campo dell'elettronica. Da allora Vichi si dedica per un periodo alla progettazione e produzione di mobili, più precisamente tavoli con sedie estraibili destinati ai luoghi pubblici; in seguito il marchio ed il sito web Mivar scompaiono totalmente e lo stabilimento di Abbiategrasso resta operativo solo per l'assistenza tecnica dei TV.
Negli anni novanta, sull'onda del grande successo che la Mivar stava attraversando in tale periodo, Vichi aveva progettato personalmente e fatto costruire un nuovo stabilimento, ampio 120.000 metri quadrati, sempre presso Abbiategrasso, sul Naviglio di Bereguardo, destinato alla produzione di televisori a colori, che non è mai entrato in funzione. Nel 2014 l'imprenditore offre tale polo produttivo, da lui mantenuto in efficienza nonostante l'inutilizzo, in affitto a chiunque sia interessato ad utilizzarlo per produrre TV impiegando 1.200 lavoratori italiani, senza però trovare un accordo in merito. Tre anni più tardi, nel 2017, Vichi rivolge questo invito direttamente alla multinazionale sudcoreana Samsung, da cui non perviene alcuna risposta.
Vichi muore a Milano il 20 settembre 2021, all'età di 98 anni.
Circa quattro mesi dopo la sua scomparsa, i suoi eredi avviano una trattativa con Bolva Italia, società di elettronica di consumo italo-cinese di Abbiategrasso; ne nasce un accordo a seguito del quale vengono commercializzati nuovi televisori a marchio Mivar, che vengono prodotti nello stabilimento Bolva in Polonia, e Bolva si incarica dell'assistenza tecnica degli apparecchi Mivar.

### Posizioni politiche
Vichi era dichiaratamente ateo e anticlericale ed ha pubblicamente manifestato in più occasioni la propria ammirazione per i dittatori Benito Mussolini e Adolf Hitler e la propria avversione verso gli istituti di credito, da cui non ha mai ricevuto finanziamenti per le proprie attività, e le organizzazioni sindacali, alle quali non ha mai permesso di accedere agli ambienti della sua azienda. Non è comunque mai stato legato ad alcun partito politico e ha dichiarato di non votare dagli anni cinquanta.
Nel 2019, in occasione delle manifestazioni per il centenario della fondazione dei Fasci italiani di combattimento, Vichi ha fatto restaurare a sue spese il Monumento dei Caduti Fascisti eretto nel 1925 al Cimitero monumentale di Milano; al termine dei lavori l’associazione Memento (legata al network Lealtà Azione) vi organizzò un raduno di militanti di estrema destra che fu suggellato dall’apposizione di una targa sul monumento, successivamente rimossa dalle forze dell’ordine in quanto abusiva.

### Vita privata
Vichi era sposato dal 10 aprile 1944 con Anna Maria Fabbri (morta sei mesi dopo il marito, il 28 marzo 2022), da cui aveva avuto quattro figli, Luisa, Valeria, Maria e Girolamo.